# أخلاق مسيحية

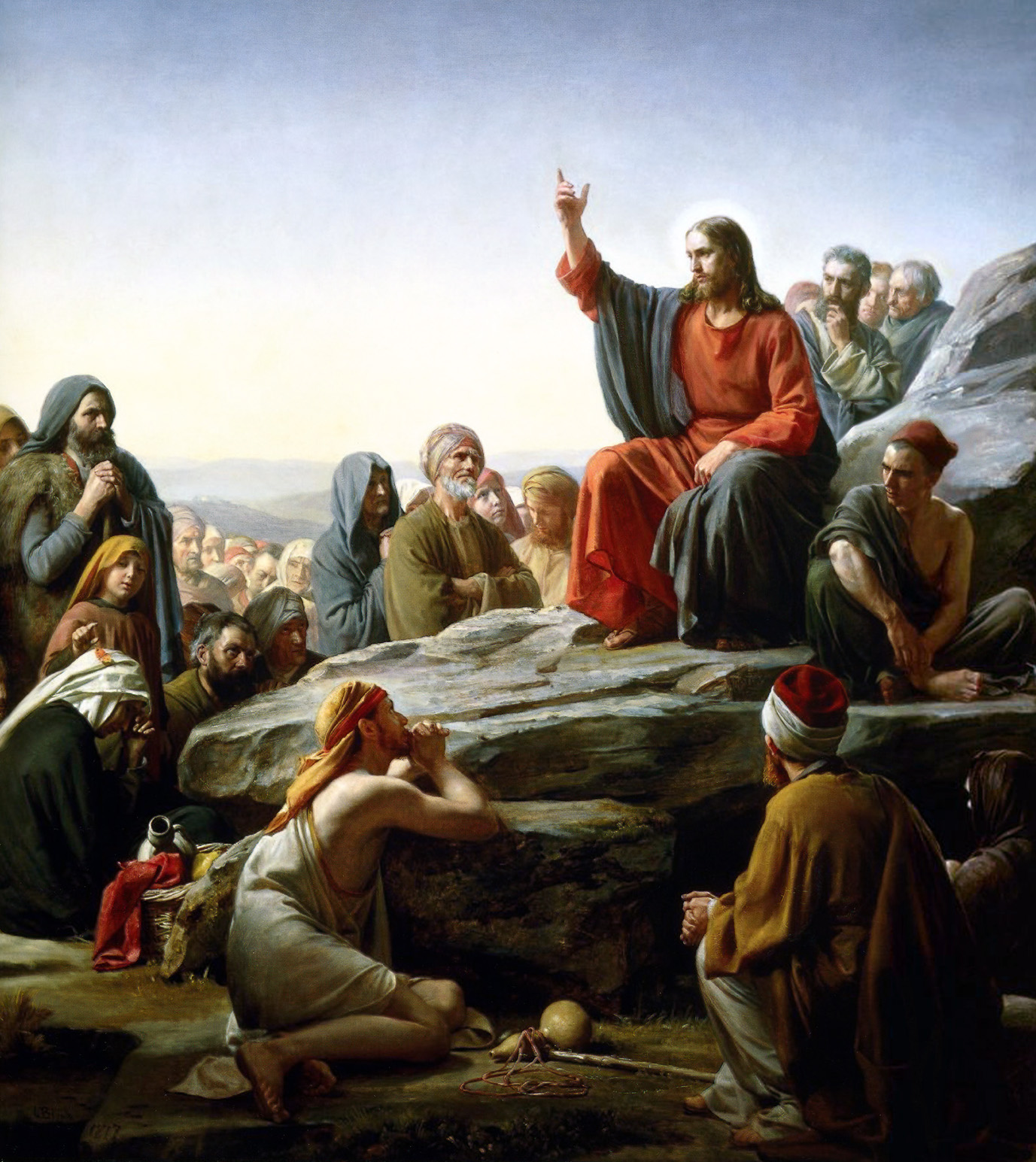
لوحة "الموعظة على الجبل" بريشة كارل بلوخ، تعد تعاليم الموعظة على الجبل ركيزة الأخلاق المسيحية.

الأخلاق المسيحية ترتكز على تعاليم يسوع خاصةً عظة الجبل، وشكلت تعاليم الكتاب المقدس وآباء الكنيسة والمجامع المسكونية، المرجع الأخلاقي الرئيسي للمسيحية.
وفي القرون الوسطى تبنّى القديس توما الإكويني الفضائل الأربعة الرئيسية لأفلاطون وهي العدالة والشجاعة والاعتدال والحكمة وأضاف إليها الفضائل المسيحية مثل الأمل والإيمان والإحسان، والتي ذكرها القديس بولس. وشملت أيضًا السبع خطايا المميتة والفضائل السبع وهي العفة، والاعتدال، والإحسان والاجتهاد والصبر واللطف والتواضع، لتصبح ركائز الأخلاق المسيحية.

## تاريخ

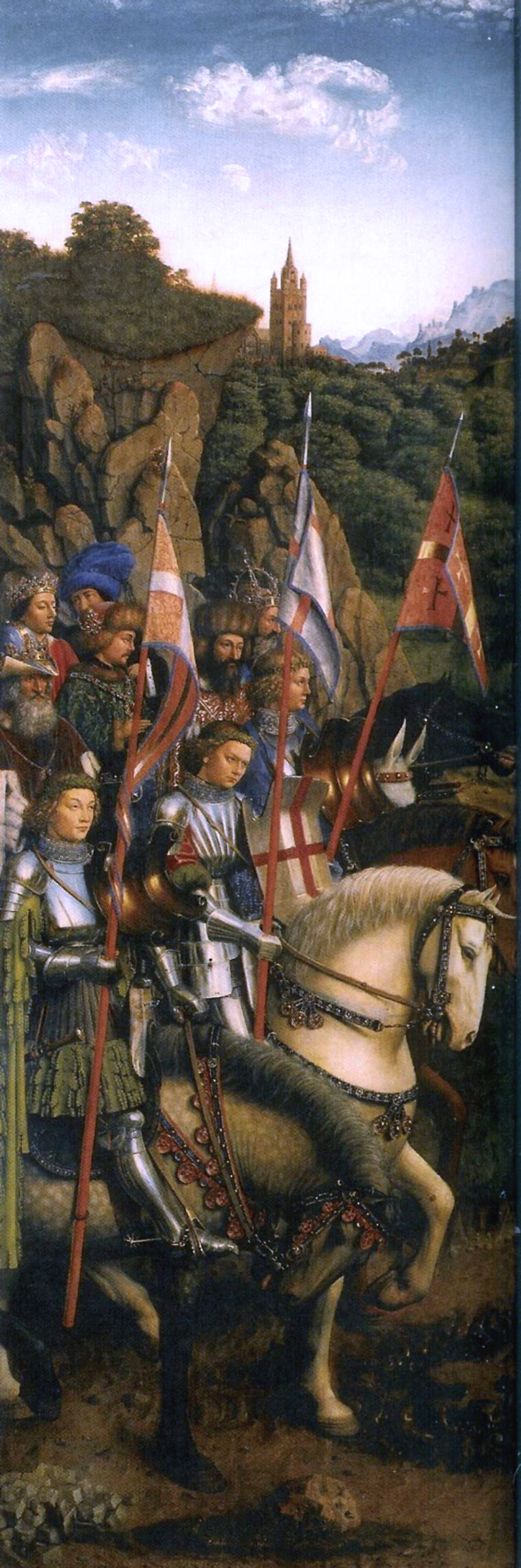
فرسان المسيح، كان للفرسان المسيحيون أثر في الدفاع عن الضعفاء والمحتاجين خلال القرون الوسطى.

دعا يسوع المسيح إلى مساعدة الآخرين والكنيسة تطلق على هذه المساعدات اسم أعمال الرحمة، وتأخذ هذه الأعمال أهمية خصوصًا لدى الكنيسة الكاثوليكية، والأرثوذكسية والميثودية وينظر إلى هذه الأعمال كوسيلة لنيل النعمة والقداسة. تقليديًا تم تقسيم أعمال الرحمة إلى فئتين، في كل منها سبعة عناصر: أعمال الرحمة البدنية والتي تهتم بالاحتياجات المادية للآخرين، وأعمال الرحمة الروحية التي تهتم بالاحتياجات الروحية للآخرين.
واتباعًا لتعاليم يسوع في خدمة الآخرين أنشأت الكنيسة المستشفيات والمدارس والجامعات والجمعيات الخيرية ودور الأيتام والملاجئ لمن هو بلا مأوى.
وخلال القرون الوسطى ظهرت فرق دينية كاثوليكية من الفرسان وكانت وظيفتهم حماية العزّل والضعفاء والعجزة، والكفاح من أجل المصلحة العامة للجميع. كانت هذه بعض الإرشادات والواجبات الرئيسية لفرسان القرون الوسطى؛ التي بنيت على مبدأ رئيسي في توجيه حياة الفرسان وهو الرجولة والشهامة، وقد رُمز الشهامة بتناول ثلاثة مجالات رئيسية هي: الجيش، والحياة الاجتماعية، والدين.
وقد تأثر مبدأ الشهامة من الأخلاق المسيحية، وساعدت الحملات الصليبية في وقت مبكر لتوضيح رمز الشهامة وارتباطه الأخلاقي بالدين. نتيجة لذلك، بدأت فرق الفرسان المسيحية تكريس جهودها لخدمة أغراض مقدسة. ومع مرور الوقت، طالب رجال الدين الفرسان استخدام أسلحتهم في المقام الأول من أجل حماية النساء والضعفاء والعزل بشكل خاص، واليتامى، والكنائس.
في العهد الجديد ركزّت تعاليم يسوع على المحبة والتسامح وعدم اللجوء إلى العنف، وفي العصور المسيحية المبكرة اعتبرت المسيحية بحسب المؤرخين ديانة مسالمة، لكن طرأت تغييرات بعدما أعلنت المسيحية كديانة رسمية للامبراطورية الرومانية إذ تم تسيس المسيحية.
خلال القرون الاولى للمسيحية، رفض العديد من المسيحيين الانخراط في المعارك العسكرية. في الواقع، كان هناك عدد من الأمثلة الشهيرة من الجنود الذين أصبحوا مسيحيين، ورفضوا الانخراط في القتال بعد اعتناقهم الدين، وأعدم لاحقًا الكثير منهم لرفضهم القتال. ويرجع سبب التزام السلمية ورفض الخدمة العسكرية حسب المؤرخ مارك المان إلى مبدأين: «أولًا كان ينظر إلى استخدام القوة والعنف كتناقض مع تعاليم يسوع. وثانيًا كان ينظر إلى الخدمة في الجيش الروماني كنوع من العبادة المطلوبة لتأليه الإمبراطور الذي هو شكل من أشكال الوثنية بالنسبة للمسيحيين».

## معارضة العنف
تاريخيًا تمتلك المسيحية تقليدًا طويلاً مع معارضة العنف، لعلّ كتابات آباء الكنيسة أبرز تجلياته، فكتب أوريجانوس: «لا يمكن أبدا أن يذبح المسيحيين أعدائهم، حتى لو كان أكثر الملوك والحكام والشعوب اضطهادًا لهم، وكان ذلك سببًا لزيادة في عدد وقوة المسيحيين». وكتب إكليمندس الإسكندري: «قبل كل شيء، لا يسمح للمسيحيين في استعمال العنف». كما جادل ترتليان بقوة ضد كل أشكال العنف، معتبرًا الإجهاض والحرب والعقوبات القضائية حتى الموت شكل من أشكال القتل. وتعتبر هذه المواقف لثلاثة من آباء الكنيسة والتي تتمسك بها اليوم كل من الكنيسة الكاثوليكية والأرثوذكسية. وقد نشأت في الوقت الحاضر عدة كنائس مسيحية دعيت باسم كنائس اللاعنف، وتدعو إلى الاعتراض الضميري على الخدمة العسكرية، جزء أساسي من الإيمان.
في القرن العشرين تبنّى مارتن لوثر كنغ أفكار غاندي اللاعنفية وكيفها في لاهوت الكنيسة المعمدانية وسياستها، كما برزت العديد من الجمعيات والحركات المسيحيّة النسويّة في مجال مناهضة العنف ضد المرأة.